# Jean Rivier
Jean Rivier (Villemomble, 21 luglio 1896 – La Penne-sur-Huveaune, 6 novembre 1987) è stato un musicista francese.

## Biografia
Figlio di un farmacista, Henri Rivier, e discendente di Marie Rivier, Jean studiò inizialmente filosofia, ma ben presto preferì dedicarsi interamente alla musica. Entrò quindi, nel 1922, al Conservatorio di Parigi e contemporaneamente studiò armonia con Jean Gallon, fuga e contrappunto con Georges Caussade, storia della musica con Maurice Emmanuel e composizione con Paul Bazelaire.
Già nel 1926 vinse il 1º premio di Fuga e Contrappunto contestualmente ad Olivier Messiaen. Dal 1936 al 1940, assieme a Pierre Octave Ferroud e a Henry Barraud fece parte attivamente del gruppo "Il Tritone", del quale poco tempo dopo assunse la presidenza. Finalità de "Il Tritone" era riconciliare e coniugare le diverse tendenze della musica francese del XX secolo.
Nel 1947 fu nominato professore aggiunto al Conservatorio di Parigi, agli inizi alternandosi con Darius Milhaud, che era il titolare della cattedra, e in seguito subentrando a quest'ultimo dal 1962 al 1966. Suoi allievi furono Georges Delarue e Gareth Walters.
Anche se ai suoi funerali fu notata la presenza di alcuni fra i suoi allievi (come Monic Cecconi, Antoine Tisné, Thérèse Brenet, Michel Decoust, Jean-Marie Londeix e Jean-Paul Holstein), Rivier morì a 91 anni nell'indifferenza generale, né fu prevista per le sue esequie alcuna manifestazione ufficiale. Tuttavia, almeno il Conservatorio della sua città natale porta oggi il suo nome. Nel 1971 aveva ricevuto il Gran Premio musicale della Città di Parigi.

## La musica
Le sue composizioni, nonostante mostrino una ben definita personalità, risentono dell'influenza di molti autori come Ravel, Roussel, Prokofief e Jolivet. Rivier non fu certo un musicista innovativo, ma il suo stile è al tempo stesso saldo e mutevole, in quella consuetudine tipicamente francese di limpidezza contrappuntistica e di grande eleganza, in seno ad una struttura musicale ben fondata e priva di scompensi.

## Opere principali
Musica sinfonica
- 5 sinfonie
- Ouverture pour un drame
- Ouverture pour une operette imaginaire
- 3 Pastorali
- Ouverture pour un "Don Quichotte"
- Concerto per pianoforte e orchestra
- Concerto breve per pianoforte e piccola orchestra
- Concerto per flauto e orchestra d'archi
- Concerto per saxofono, tromba e archi
- Concerto per violino e orchestra (1942)

Musica sacra
- Requiem per soprano, coro e orchestra
- Salmo LVI per soprano, coro e orchestra

Musica per pianoforte
- 3 Punte secche
- 2 Valzer-capriccio
- Tornades
- 5 movimenti brevi
- Musica per mani amiche
- Altre ....

L'opera completa per piano è stata pubblicata in un volume da Salabert.
Musica da camera
- 2 Quartetti per archi
- "Grave et Presto" per quartetto di saxofoni

Musica vocale
- "Ballata degli amanti disperati",  per soprano, coro e orchestra
- 48 liriche su testi di poeti. (Paul Valéry, Apollinaire, Ronsard, etc.)

Opere liriche
- "Vénitienne", opera comica.

## Discografia
- Concerto per Sassofono contralto, Tromba e Orchestra, in: "French Saxophone Concertos", Naxos 8.225127.
- Concerto per Sassofono contralto, Tromba e archi,  in:  "Virtuoso Saxophone Concertos" (Virtuose Saxophonkonzerte), Koch Schwann.
- Oiseaux tendres in:  "WIESLER, Manuela: Flute Music" Naxos BIS-CD-689.
- Symphonies n.3 in Sol, n.4 in Si♭, e n. 8 (tutte per archi) in: Calmel Chamber Orchestra, diretta da Bernard Calmel, Disco Pavane CD ADW 7328, 1994.